# Grădiștea (Ilfov)
Grădiștea es una comuna y pueblo de Rumania ubicada en el distrito de Ilfov.

## Demografía
Según el censo de 2011, tiene 3268 habitantes, mientras que en el censo de 2002 tenía 2930 habitantes. La mayoría de la población es de etnia rumana (95,99 %), con una minoría de gitanos (1,01 %).
La mayoría de los habitantes son cristianos de la Iglesia Ortodoxa Rumana (95,59 %).
En la comuna hay dos pueblos (población en 2011):
- Grădiștea (pueblo), 2096 habitantes;
- Sitaru, 1172 habitantes.

## Geografía
Se ubica en el noreste del distrito, junto al lago Căldărușani.